# Brookside (Alabama)
Brookside é uma vila localizada no estado americano do Alabama, no Condado de Jefferson.

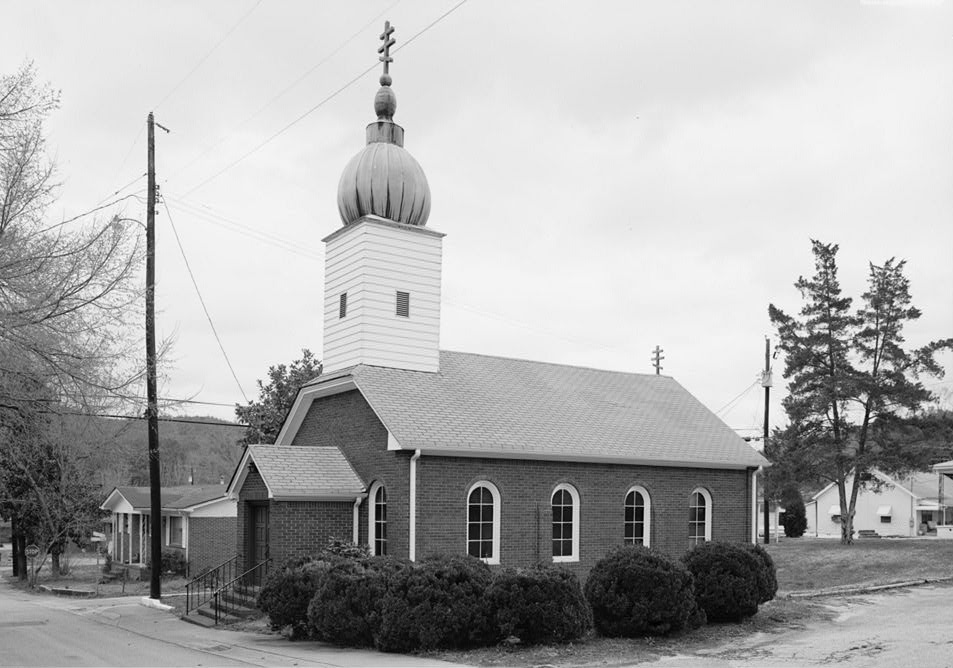
Igreja russa ortodoxa

## Demografia
Segundo o censo americano de 2000, a sua população era de 1393 habitantes. 
Em 2006, foi estimada uma população de 1338, um decréscimo de 55 (-3.9%).

## Geografia
De acordo com o United States Census Bureau tem uma área de 15,5 km², dos quais 15,5 km² cobertos por terra e 0,0 km² cobertos por água. Brookside localiza-se a aproximadamente 109 m   boven zeeniveau.

## Localidades na vizinhança
O diagrama seguinte representa as localidades num raio de 16 km ao redor de Brookside. 